# また恋をすることなど
「また恋をすることなど」（またこいをすることなど）は、Ms.OOJAの通算10枚目のシングル。2014年5月14日にUniversal Sigmaから発売された。

## 概要
「また恋をすることなど」はMs.OOJAのマキシシングル。表題曲や古内東子のカバー曲など4曲が収められた。
「また恋をすることなど」は古内東子によって作詞された新曲。Ms.OOJAがデモテープを聴いたときに古内東子の楽曲「誰より好きなのに」が頭に浮かび、それまで面識はなかったものの本人に作詞を依頼したところ快諾された。「誰より好きなのに」のカバーもレコーディングされ、シングルに収録された。
「また恋をすることなど」はフジテレビ系列「フジテレビフラワーネット」のCMに使用され、Ms.OOJA自身もCMに出演した。
またこの楽曲はハウステンボス初夏の光の王国CMソングにも採用された。
「ワンモアタイム」は全国専門学校広報研究会のCMソングに使用された。ミュージックビデオでは駅舎や桜が咲く公園を背景に爽快感疾走感溢れる2人の女子高生が描かれた。
Ms.OOJAは出身校である四日市市立三浜小学校が2014年3月で閉校となることを知り、閉校する母校に思いをよせて「また会える日まで」を書き下ろした。楽曲を完成させたMs.OOJAは閉校前の2月末に小学校を訪問し、在校生とともにこの曲を歌った。このときの密着取材の内容は東海テレビ「xMusic」で2014年3月26日、4月2日と2週に渡って放送された。訪問時の映像はミュージックビデオの全編に渡って使用されている。
「また恋をすることなど」、「ワンモアタイム」は4thアルバム「Color」に収録された。

## 収録曲
| #         | タイトル                               | 作詞      | 作曲      | 時間  |
| --------- | -------------------------------------- | --------- | --------- | ----- |
| 1.        | 「また恋をすることなど」               | 古内東子  | JiN       | 4:42  |
| 2.        | 「ワンモアタイム」                     | Ms.OOJA   | COZZi     | 4:30  |
| 3.        | 「また会える日まで」                   | Ms.OOJA   | BU-NI     | 4:45  |
| 4.        | 「誰より好きなのに」(古内東子の楽曲)   | 古内東子  | 古内東子  | 4:45  |
| 5.        | 「また恋をすることなど(Instrumental)」 | 古内東子  | JiN       | 4:42  |
| 合計時間: | 合計時間:                              | 合計時間: | 合計時間: | 23:45 |

## ミュージックビデオ
| 曲名                 | ミュージックビデオ                                               |
| -------------------- | ---------------------------------------------------------------- |
| また恋をすることなど | Ms.OOJA 「あなたに会えなくなる日まで」(Short ver.) - YouTube     |
| また恋をすることなど | Ms.OOJA 「あなたに会えなくなる日まで」(リリックビデオ) - YouTube |
| ワンモアタイム       | Ms.OOJA 「ワンモアタイム」 - YouTube                             |
| また会える日まで     | Ms.OOJA 「また会える日まで」(母校訪問スペシャルVer.) - YouTube   |

## タイアップ
| 曲名                 | タイアップ                                   |
| -------------------- | -------------------------------------------- |
| また恋をすることなど | ディノス「フジテレビフラワーネット」CMソング |
| また恋をすることなど | ハウステンボス 初夏の光の王国 CMソング/      |
| ワンモアタイム       | 「全国専門学校広報研究会」CMソング           |

## チャート
| チャート(2014)                           | 最高位 |
| ---------------------------------------- | ------ |
| Oricon 週間CDシングルランキング          | 60     |
| Billboard Japan 週間CDシングルランキング | 45     |

## 収録アルバム
| # | 楽曲                               | アルバム      | アルバム                                 |
| # | 楽曲                               | 発売年月日    | タイトル                                 |
| - | ---------------------------------- | ------------- | ---------------------------------------- |
| 1 | また恋をすることなど               | 2014年6月11日 | Color                                    |
| 1 | また恋をすることなど               | 2016年3月9日  | Ms.OOJA The Best「あなたの主題歌」       |
| 1 | また恋をすることなど               | 2022年2月16日 | 10th Anniversary Best 〜私たちの主題歌〜 |
| 2 | ワンモアタイム                     | 2014年6月11日 | Color                                    |
| 3 | また会える日まで                   | -             | アルバム未収録                           |
| 4 | 誰より好きなのに                   | -             | アルバム未収録                           |
| 5 | また恋をすることなど(Instrumental) | -             | アルバム未収録                           |